# 小行星1910
小行星1910（1910 Mikhailov）是一颗围绕太阳公转的小行星。1972年10月8日，柳德米拉·朱拉夫寥娃在克里米亚发现了此天体。
該小行星以俄羅斯天文學家亞歷山大·米哈伊洛夫命名。
这颗小行星的绝对星等为330.02960等。